# Encyocrypta meleagris
Espèce
Encyocrypta meleagris est une espèce d'araignées mygalomorphes de la famille des Barychelidae.

## Distribution
Cette espèce est endémique de Nouvelle-Calédonie. Elle se rencontre dans le parc provincial de la Rivière Bleue,.

## Description
La carapace de la femelle holotype mesure 7,2 mm de long sur 6,4 mm et l'abdomen 10 mm de long sur 8,5 mm.
La femelle décrite par Raven et Churchill en 1991 mesure 20 mm.

## Publication originale
- Simon, 1889 : Études arachnologiques. 21e Mémoire. XXXII. Descriptions d'espèces et the genres nouveaux de Nouvelle-Calédonie. Annales de la Société Entomologique de France, sér. 6, vol. 8, p. 237-247 (texte intégral).